# Inimă de câine
Inimă de câine este un roman fantastic satiric de Mihail Bulgakov.

## Recepție
Bulgakov a terminat Inimă de câine în 1925, dar în parte datorită influenței lui Lev Kamenev, aceasta nu a putut fi publicată. Ca urmare, autorul a adaptat povestea pentru teatru în 1926, dar piesa a fost anulată și GPU a confiscat manuscrisul și toate copiile. Eventual, Maxim Gorki a intervenit pentru ca acestea să fie eliberate.
Romanul a circulat prin samizdat până în 1987 când a fost publicată oficial pentru prima dată.